# Nikolaj Möller
 Nikolaj Möller (Helsingborg, 20 juli 2002) is een Zweedse voetballer die als aanvaller door Arsenal wordt verhuurd aan FC Den Bosch.

## Carrièreoverzicht
Möller speelde in zijn jeugdjaren, vanaf zijn 13e, voor het Zweedse Malmö FF. Na twee jaar in de jeugd van het Italiaanse Bologna keerde hij terug naar Malmö FF. In datzelfde jaar, 2020, lijfde Arsenal hem in. De Engelse club verhuurde hem in 2021 voor een half jaar aan de Duitse 3. Liga club Viktoria Köln. Deze verhuurperiode zou eigenlijk een seizoen moeten duren, maar werd ontbonden. Om toch ervaring op te doen werd Möller op de laatste dag van de transferperiode, 31 januari 2022, opnieuw verhuurd. Dit maal aan FC Den Bosch. Daar maakte hij zijn debuut op zondag 6 februari 2022. Hij startte in de basis in de thuiswedstrijd tegen ADO Den Haag (0-1) en werd in de 64e minuut vervangen door Torino Hunte. Zijn eerste doelpunt voor FC Den Bosch maakt Möller op 14 maart 2022. In het met 3-2 gewonnen thuisduel tegen Jong PSV maakte de Zweed in de 47e minuut de 2-2.
Ook in het seizoen 2022-2023 wordt Möller verhuurd aan FC Den Bosch. In dat seizoen maakte hij ook zijn eerste doelpunt in het toernooi om de KNVB Beker. Tijdens de eerste ronde wedstrijd uit bij GVVV, op 18 oktober 2022, verving hij na rust Evangelos Patoulidis en maakte hij in de 70e minuut de 1-2. FC Den Bosch won deze wedstrijd uiteindelijk met 1-3.

## Internationale carrière
Möller speelde vier oefenwedstrijden voor Zweedse jeugdelftallen. Twee voor Zweden -18 en twee voor Zweden -20. Hij kwam hierin niet to scoren.